# Michael Rabin
Michael Oser Rabin (Breslavia, 1º settembre 1931) è un informatico israeliano, vincitore del Premio Turing nel 1976 per l'introduzione degli automi a stati finiti non deterministici.